# Johnny Angel
Johnny Angel (Brasil: Johnny Angel / Portugal: Viagem Perigosa) é um filme estadunidense de 1945, do gênero drama policial, dirigido por Edwin L. Marin e estrelado por George Raft e Claire Trevor.

## A produção
Johnny Angel foi a maior surpresa do ano para a RKO Radio Pictures. Chamado pelo chefe de produção Charles Koerner de "rotineiro" e "incapaz de botar fogo no mundo", o filme caiu nas graças do público e deu um lucro líquido de $1,192,000, em valores da época.
As inconsistências do roteiro e os atrapalhados flashbacks, motivos das reticências de Koerner, foram compensados pela direção nervosa, a fotografia atmosférica e os desempenhos do par central e também de Signe Hasso.
Além de interpretar um taxista, Hoagy Carmichael toca piano e canta Memphis in June, composta por ele e Paul Francis Webster.
Signe Hasso assinara contrato com a RKO em 1940. Um ano depois, sem ser aproveitada nenhuma vez, ela foi fazer teatro em Nova Iorque. Em seguida, assinou com a MGM, que a emprestou para a produção deste filme.

## Sinopse
O Capitão Johnny Angel persegue os amotinados que pilharam o navio de seu pai, matando-o e levando um carregamento de barras de ouro. Ele é ajudado por Paulette Girard, uma refugiada francesa que estava a bordo e presenciou toda a ação dos criminosos.

## Elenco
| Ator/Atriz           | Personagem                   |
| -------------------- | ---------------------------- |
| George Raft          | Capitão Johnny Angel         |
| Claire Trevor        | Lily Gustafson               |
| Signe Hasso          | Paulette Girard              |
| Lowell Gilmore       | Sam Jewell                   |
| Hoagy Carmichael     | Celestial O'Brien            |
| Marvin Miller        | Gusty Gustafson              |
| Margaret Wycherly    | Senhorita Drumm              |
| J. Farrell MacDonald | Capitão Angel, pai de Johnny |
| Mack Gray            | Mack, o taberneiro           |